# Campionati italiani di sci alpino 2023
I Campionati italiani di sci alpino 2023 si sono svolti a La Thuile dal 22 al 25 marzo; il programma includeva gare di discesa libera, supergigante, slalom gigante, slalom speciale e combinata, sia maschili sia femminili, ma lo slalom gigante femminile è stato annullato.
Trattandosi di competizioni valide anche ai fini del punteggio FIS, vi hanno potuto partecipare anche sciatori di altre federazioni, senza che questo consentisse loro di concorrere al titolo nazionale italiano.

## Risultati

### Uomini

#### Discesa libera
| Pos. | Atleta              | Nazione | Tempo   |
| ---- | ------------------- | ------- | ------- |
| 1    | Christof Innerhofer | Italia  | 59,93   |
| 2    | Pietro Zazzi        | Italia  | 1:00,60 |
| 3    | Guglielmo Bosca     | Italia  | 1:00,68 |
| 3    | Mattia Casse        | Italia  | 1:00,68 |
| 5    | Nicolò Molteni      | Italia  | 1:01,18 |
| 6    | Emanuele Buzzi      | Italia  | 1:01,25 |
| 7    | Dominik Paris       | Italia  | 1:01,26 |
| 8    | Gregorio Bernardi   | Italia  | 1:01,47 |
| 9    | Matteo Franzoso     | Italia  | 1:01:48 |
| 10   | Marco Abbruzzese    | Italia  | 1:01,57 |

Data: 22 marzo

#### Supergigante
| Pos. | Atleta                     | Nazione | Tempo   |
| ---- | -------------------------- | ------- | ------- |
| 1    | Pietro Zazzi               | Italia  | 59,40   |
| 2    | Luca Taranzano             | Italia  | 59,66   |
| 3    | Guglielmo Bosca            | Italia  | 59,79   |
| 4    | Matteo Franzoso            | Italia  | 59,81   |
| 5    | Emanuele Buzzi             | Italia  | 59,88   |
| 6    | Mattia Casse               | Italia  | 59,93   |
| 7    | Pietro Giovanni Motterlini | Italia  | 1:00,09 |
| 8    | Simon Talacci              | Italia  | 1:00,11 |
| 9    | Nicolò Molteni             | Italia  | 1:00,35 |
| 10   | Florian Schieder           | Italia  | 1:00,41 |

Data: 23 marzo

#### Slalom gigante
| Pos. | Atleta                      | Nazione | Tempo   |
| ---- | --------------------------- | ------- | ------- |
| 1    | Tommaso Sala                | Italia  | 2:05,12 |
| 2    | Alex Hofer                  | Italia  | 2:05,34 |
| 3    | Filippo Della Vite          | Italia  | 2:05,61 |
| 4    | Luca Taranzano              | Italia  | 2:05,66 |
| 5    | Stefano Piazzato            | Italia  | 2:05,94 |
| 6    | Filippo Collini             | Italia  | 2:06,08 |
| 7    | Andrea Bertoldini           | Italia  | 2:06,25 |
| 8    | Davide Leonardo Seppi       | Italia  | 2:06,88 |
| 9    | Fabio Allasina              | Italia  | 2:07,04 |
| 10   | Francesco Riccardo Zucchini | Italia  | 2:07,21 |

Data: 25 marzo

#### Slalom speciale
| Pos. | Atleta               | Nazione | Tempo   |
| ---- | -------------------- | ------- | ------- |
| 1    | Stefano Gross        | Italia  | 1:22,16 |
| 2    | Simon Maurberger     | Italia  | 1:22,27 |
| 3    | Matteo Canins        | Italia  | 1:22,72 |
| 4    | Alex Vinatzer        | Italia  | 1:22,89 |
| 5    | Tommaso Sala         | Italia  | 1:23,10 |
| 6    | Corrado Barbera      | Italia  | 1:23,99 |
| 7    | Matteo Bendotti      | Italia  | 1:24,22 |
| 8    | Gianlorenzo Di Paolo | Italia  | 1:24,68 |
| 9    | Stefano Pizzato      | Italia  | 1:24,77 |
| 10   | Alessandro Pizio     | Italia  | 1:25,10 |

Data: 24 marzo

#### Combinata
| Pos. | Atleta                      | Nazione | Tempo   |
| ---- | --------------------------- | ------- | ------- |
| 1    | Matteo Franzoso             | Italia  | 1:32,88 |
| 2    | Tobias Kastlunger           | Italia  | 1:33,07 |
| 3    | Luca Taranzano              | Italia  | 1:33,41 |
| 4    | Francesco Riccardo Zucchini | Italia  | 1:33,68 |
| 5    | Simon Talacci               | Italia  | 1:33,72 |
| 6    | Nicolò Nosenzo              | Italia  | 1:34,30 |
| 7    | Leonardo Rigamonti          | Italia  | 1:34,56 |
| 8    | Riccardo Allegrini          | Italia  | 1:34,71 |
| 9    | Leonardo Clivio             | Italia  | 1:34,73 |
| 10   | Lorenzo Thomas Bini         | Italia  | 1:34,88 |

Data: 23 marzo

### Donne

#### Discesa libera
| Pos. | Atleta              | Nazione | Tempo   |
| ---- | ------------------- | ------- | ------- |
| 1    | Monica Zanoner      | Italia  | 1:04,26 |
| 2    | Ludovica Righi      | Italia  | 1:04,47 |
| 3    | Nicol Delago        | Italia  | 1:04,54 |
| 4    | Sara Thaler         | Italia  | 1:04,60 |
| 5    | Giulia Albano       | Italia  | 1:04,78 |
| 6    | Sara Allemand       | Italia  | 1:05,01 |
| 7    | Teresa Runggaldier  | Italia  | 1:05,04 |
| 8    | Elena Dolmen        | Italia  | 1:05,23 |
| 9    | Vicky Bernardi      | Italia  | 1:05,31 |
| 10   | Vittoria Cappellini | Italia  | 1:05,73 |

Data: 22 marzo

#### Supergigante
| Pos. | Atleta              | Nazione | Tempo   |
| ---- | ------------------- | ------- | ------- |
| 1    | Federica Brignone   | Italia  | 1:02,03 |
| 2    | Elena Curtoni       | Italia  | 1:02,28 |
| 3    | Teresa Runggaldier  | Italia  | 1:02,76 |
| 4    | Monica Zanoner      | Italia  | 1:02,83 |
| 5    | Giulia Albano       | Italia  | 1:03,02 |
| 6    | Ludovica Righi      | Italia  | 1:03,25 |
| 7    | Giorgia Collomb     | Italia  | 1:03,42 |
| 8    | Vittoria Cappellini | Italia  | 1:03,44 |
| 9    | Nicol Delago        | Italia  | 1:03,49 |
| 10   | Matilde Lorenzi     | Italia  | 1:03,55 |

Data: 23 marzo

#### Slalom gigante
La gara, in programma il 24 marzo, è stata annullata.

#### Slalom speciale
| Pos. | Atleta            | Nazione | Tempo   |
| ---- | ----------------- | ------- | ------- |
| 1    | Emilia Mondinelli | Italia  | 1:12,91 |
| 2    | Lucrezia Lorenzi  | Italia  | 1:14,25 |
| 3    | Martina Perruchon | Italia  | 1:14,34 |
| 4    | Celina Haller     | Italia  | 1:14,46 |
| 5    | Annette Belfrond  | Italia  | 1:14,79 |
| 6    | Laura Steinmair   | Italia  | 1:14,96 |
| 7    | Tatum Bieler      | Italia  | 1:15,85 |
| 8    | Giorgia Collomb   | Italia  | 1:15,90 |
| 9    | Francesca Fanti   | Italia  | 1:16,04 |
| 10   | Matilde Lorenzi   | Italia  | 1:17,10 |

Data: 25 marzo

#### Combinata
| Pos. | Atleta             | Nazione | Tempo   |
| ---- | ------------------ | ------- | ------- |
| 1    | Federica Brignone  | Italia  | 1:36,09 |
| 2    | Beatrice Sola      | Italia  | 1:37,79 |
| 3    | Giorgia Collomb    | Italia  | 1:38,08 |
| 4    | Ludovica Righi     | Italia  | 1:38,71 |
| 5    | Giulia Albano      | Italia  | 1:38,83 |
| 6    | Chayenne Kostner   | Italia  | 1:39,46 |
| 7    | Giulia Valleriani  | Italia  | 1:39,52 |
| 8    | Elena Del Vecchio  | Italia  | 1:39,84 |
| 9    | Camilla Vanni      | Italia  | 1:40,57 |
| 10   | Ilaria Ghisalberti | Italia  | 1:40,68 |

Data: 23 marzo